# Amiga arnaca
Amiga es un género monotípico de mariposa de la familia Nymphalidae descrito por Shinichi Nakahara, Keith R. Willmott y Marianne Espeland en 2019. Amiga arnaca, anteriormente del género Chloreuptychia, es la única especie del género Amiga. En 2019, Nakahara et al. describió este nuevo género después de que la investigación filogenética molecular mostrara que la especie no estaba estrechamente relacionada con las otras especies de Chloreuptychia.
Amiga arnaca se encuentra desde el sur de México a través de la mayor parte de América Central y del Sur hasta el sur de Brasil, y es común en los bosques lluviosos y nubosos. Las larvas se alimentan de pastos, incluidos Eleusine, Ichnanthus, Lasiacis, Oplismenus y Paspalum.

## Subespecies
- Amiga arnaca adela Nakahara & Espeland, 2019
- Amiga arnaca arnaca (Fabricius, 1776)
- Amiga arnaca indianacristoi Nakahara & Marín, 2019
- Amiga arnaca sericeella (Bates, 1865)